# Cheval Magazine
 (août 2021).
Cheval Magazine est un magazine mensuel français tourné vers le domaine équestre et équin en Europe[réf. souhaitée]. Fondé en novembre 1971, il est édité par les Éditions Larivière.

## Description
Il est plus dédié aux loisirs équestres qu'à la compétition[réf. souhaitée]. Les articles s'orientent sur l'actualité du monde du cheval, des reportages (découvertes de peuples cavaliers par exemple) des aides pour les disciplines équestres, des dossiers sur les races équines, l'éthologie, la santé et l'alimentation du cheval ainsi que des conseils pratiques pour les cavaliers, propriétaires de chevaux et passionnés des équidés en général.

## Histoire
À sa fondation en 1971, le magazine est simplement nommé Cheval. Il est racheté en 1978 par Bernard Chéhu qui revoit sa ligne éditoriale, l'oriente sur la relation avec le cheval, et modifie le titre pour Cheval Magazine. Sous sa direction, Cheval Magazine devient le leader de la presse équestre en Europe. Installé d'abord à Versailles, le magazine déménage ensuite à Montfort-l'Amaury.
Le service Minitel 36 15 CHEVAL propose des petites annonces dans les années 1980 et 1990. La version numérique de Cheval Magazine pour tablette est lancée en 2013. Le site internet chevalmag.com est créé en 2000 et la page Facebook du magazine est ouverte en 2009.
En mai 2017, le magazine est vendu à une filiale du groupe de presse hippique Paris-Turf, ID Editions. Il y sera rejoint par Cheval Pratique en octobre 2017. La rédaction s'installe à Aubervilliers puis à Châtillon.
Le 30 juin 2020, à la suite de la mise en redressement judiciaire du groupe Paris-Turf qui est repris par NJJ presse, la holding personnelle de Xavier Niel, les titres Cheval magazine et Cheval Pratique sont repris quant à eux par les Éditions Larivière, à Clichy. À partir du numéro d'octobre 2020, les deux titres sont fusionnés sous le nom de Cheval magazine.

## Tirage
Comme de nombreux titres de presse papier payante, Cheval Magazine subit une réduction de ses ventes :
| Année | Diffusion payée en France (selon l'OJD) |
| ----- | --------------------------------------- |
| 2009  | 52 962 exemplaires                      |
| 2010  | 49 984 exemplaires                      |
| 2011  | 44 588 exemplaires                      |
| 2012  | 36 474 exemplaires                      |
| 2013  | 30 253 exemplaires                      |
| 2014  | 25 773 exemplaires                      |

## Cheval pratique
Cheval pratique était un magazine français mensuel consacré à l'équitation et au cheval. Il a été créé par la SARL MTE (Mathieu Thevenot Editeurs) et racheté en 1993 par les éditions Larivière. En 2020, le magazine a fusionné avec Cheval Magazine.
Publication généraliste autour du cheval,, le magazine ciblait un lectorat d'adolescents ou de jeunes adultes.